# Josef Hirtreiter
Josef Hirtreiter (Bruchsal, 1º febbraio 1909 – Francoforte sul Meno, 27 novembre 1978) è stato un militare tedesco, che partecipò all'Aktion T4 (Programma nazista di eutanasia) e all'Aktion Reinhardt, nome in codice dato al progetto di sterminio degli ebrei in Polonia.

## Biografia
Hirtreiter nacque a Bruchsal. Dopo aver completato gli studi elementari, iniziò a lavorare come operaio edile e muratore non qualificato. Il 1º agosto 1932 aderì al Partito Nazionalsocialista Tedesco dei Lavoratori e alle Sturmabteilung (SA). A seguito dell'invasione della Polonia, nell'ottobre del 1940 fu assegnato al centro di sterminio di Hadamar, dove lavorò in cucina. Nell'estate del 1942 si arruolò nell'esercito, ma quattro settimane dopo fu rimandato ad Hadamar, poi a Berlino, e infine Christian Wirth lo fece trasferire presso il complesso del campo di lavoro di Lublino, in Polonia, dove acquisì il grado di SS-Scharführer. Da lì venne mandato al campo di sterminio di Treblinka, dove prestò servizio nel campo II dall'ottobre 1942 all'ottobre 1943. Il suo compito consisteva nel monitorare le donne ebree, completamente nude, nel loro percorso verso le camere a gas. In seguito prestò servizio anche nel campo di sterminio di Sobibór.
Dopo la soppressione di Treblinka nell'ottobre 1943, Hirtreiter fu mandato in Italia, dove si unì ad un'unità di polizia incaricata di effettuare operazioni di "pulizia" antipartigiana.
Hirtreiter fu arrestato dagli Alleati nel luglio 1946 per aver prestato servizio presso il centro di eutanasia di Hadamar, ma fu rilasciato per mancanza di prove incriminanti. Fu nuovamente arrestato nel 1951 dopo la testimonianza del prigioniero di Treblinka Szyja (alias Sawek, o Jeszajahu) Warszawski, il quale era riuscito a sopravvivere ad una pira funeraria ed era fuggito dal campo durante la notte. Hirtreiter fu sottoposto a processo nel marzo 1951 a Francoforte sul Meno e condannato per aver torturato e ucciso diversi prigionieri. Fu il primo delle SS del campo di sterminio di Treblinka ad essere processato nei cosiddetti Processi di Treblinka tenutisi a Düsseldorf, nella Germania Ovest. Infine fu condannato all'ergastolo il 3 marzo 1951 per aver ucciso dei bambini di età compresa tra uno e due anni, che lui afferrava per i piedi una volta scesi dal treno e sfracellava le loro teste contro le pareti dei vagoni. Hirtreiter venne rilasciato dal carcere nel 1977 a causa di una malattia, morendo sei mesi dopo in una casa di riposo per anziani a Francoforte.